# Dammtjärnen (Bodums socken, Ångermanland)
Dammtjärnen är en sjö i Strömsunds kommun i Ångermanland och ingår i Ångermanälvens huvudavrinningsområde.